# Данило Корсунський
Данило Корсунський (р.н. і р.с. невідомі) — архімандрит монастиря в с. Корсунь Кобринського повіту, що на Берестейщині. Між 1590–94 побував у Палестині. Свою подорож описав у «Книге беседы о пути иерусалимском», що збереглася в списках 17–18 ст. (переважно галицького походження). «Книга…» копіює «Хождєніє ігумена Даниїла», яке Данило Корсунський дещо переробив, додавши власні враження від мандрівки до Святої землі та витяги з перекладених ним грецьких джерел.